# Seven de la República 1997
El Seven de la República de 1997 fue la décimo-quinta edición del torneo de rugby 7 de fin de temporada para uniones regionales afiliadas a la Unión Argentina de Rugby y la novena en ser organizada en la ciudad de Paraná, Entre Ríos. Se llevó a cabo el 29 y 30 de noviembre de 1997 en El Plumazo, sede del Club Atlético Estudiantes de Paraná.
La cantidad de participantes alcanzó la nueva cifra récord de veinticuatro equipos. Un mes antes de comenzar el torneo, la Unión de Rugby de la Cuenca del Salado presentó su solicitud de desafiliación a la Unión Argentina de Rugby y dejó de participar en torneos organizados por la misma.
El equipo de la Unión de Rugby de Rosario se quedó con su segundo título al derrotar 28-19 en la final a la selección de la Unión de Rugby de Buenos Aires. En el seleccionado rosarino jugaron Fernando del Castillo, Pedro Baraldi, Gonzalo García, Pablo Bouza, Lisandro Dippe, Gonzalo Romero Acuña y Magín Moliné, entre otros.

## Equipos participantes
Participaron del torneo veinticuatro equipos provenientes de veinte uniones provinciales y tres selecciones nacionales de Sudamérica. 
| Equipo              | Unión                                                     |
| ------------------- | --------------------------------------------------------- |
| Alto Valle          | Unión de Rugby del Alto Valle de Río Negro y Neuquén      |
| Buenos Aires        | Unión de Rugby de Buenos Aires                            |
| Centro              | Unión de Rugby del Centro de la Provincia de Buenos Aires |
| Chile               | Federación de Rugby de Chile                              |
| Córdoba             | Unión Cordobesa de Rugby                                  |
| Cuyo                | Unión de Rugby de Cuyo                                    |
| Entre Ríos          | Unión Entrerriana de Rugby                                |
| Entre Ríos B        | Unión Entrerriana de Rugby                                |
| Formosa             | Unión de Rugby de Formosa                                 |
| Jujuy               | Unión Jujeña de Rugby                                     |
| La Rioja            | Unión Riojana de Rugby                                    |
| Mar del Plata       | Unión de Rugby de Mar del Plata                           |
| Misiones            | Unión de Rugby de Misiones                                |
| Noreste             | Unión de Rugby del Noreste                                |
| Oeste               | Unión de Rugby del Oeste de Buenos Aires                  |
| Paraguay            | Unión de Rugby del Paraguay                               |
| Rosario             | Unión de Rugby de Rosario                                 |
| Salta               | Unión de Rugby de Salta                                   |
| San Juan            | Unión Sanjuanina de Rugby                                 |
| Santa Fe            | Unión Santafesina de Rugby                                |
| Santiago del Estero | Unión Santiagueña de Rugby                                |
| Sur                 | Unión de Rugby del Sur                                    |
| Tucumán             | Unión de Rugby de Tucumán                                 |
| Uruguay             | Unión de Rugby del Uruguay                                |

En cursiva los seleccionados internacionales invitados.
La Unión Entrerriana de Rugby presentó un segundo seleccionado de la provincia local, Entre Ríos B, debido a la ausencia de la Unión de Rugby del Valle de Chubut.

## Formato
Los veinticuatro equipos fueron divididos en cuatro grupos de seis equipos cada uno. Cada grupo se resuelve con el sistema de todos contra todos a una sola ronda; la victoria otorga 2 puntos, el empate 1 y la derrota 0 puntos. 
Los ganadores de cada grupo clasifican directamente a los cuartos de final de la Zona Campeonato; mientras que los segundos y terceros clasifican a los octavos de final. Los conjuntos que no clasifican para la etapa decisiva (del 4º al 6º) disputan la Zona Estímulo.

## Fase de grupos

### Zona A
| Pos. | Equipos      | Partidos | Partidos | Partidos | Tantos | Tantos | Tantos | Pts. |
| Pos. | Equipos      | G        | E        | P        | PF     | PC     | DP     | Pts. |
| ---- | ------------ | -------- | -------- | -------- | ------ | ------ | ------ | ---- |
| 1.°  | Buenos Aires | 5        | 0        | 0        | 189    | 26     | +163   | 10   |
| 2.°  | Sur          |          |          |          |        |        |        |      |
| 3.°  | Santa Fe     |          |          |          |        |        |        |      |
| 4.°  | Entre Ríos B |          |          |          |        |        |        |      |
| 5.°  | Oeste        |          |          |          |        |        |        |      |
| 6.°  | Chile        |          |          |          |        |        |        |      |

|  | Clasifica a cuartos de final Zona Campeonato |
|  | Clasifica a octavos de final Zona Campeonato |
|  | Clasifica a Zona Estímulo                    |

| 29 de noviembre | Buenos Aires | 45 - 0  | Sur | CA Estudiantes, Paraná |  |
|                 |              | Reporte |     |                        |  |

| 29 de noviembre | Buenos Aires | 38 - 5  | Oeste | CA Estudiantes, Paraná |  |
|                 |              | Reporte |       |                        |  |

| 29 de noviembre | Buenos Aires | 31 - 14 | Entre Ríos B | CA Estudiantes, Paraná |  |
|                 |              | Reporte |              |                        |  |

| 30 de noviembre | Buenos Aires | 35 - 0  | Chile | CA Estudiantes, Paraná |  |
|                 |              | Reporte |       |                        |  |

| 30 de noviembre | Buenos Aires | 40 - 7  | Santa Fe | CA Estudiantes, Paraná |  |
|                 |              | Reporte |          |                        |  |

### Zona B
| Pos. | Equipos       | Partidos | Partidos | Partidos | Tantos | Tantos | Tantos | Pts. |
| Pos. | Equipos       | G        | E        | P        | PF     | PC     | DP     | Pts. |
| ---- | ------------- | -------- | -------- | -------- | ------ | ------ | ------ | ---- |
| 1.°  | San Juan      |          |          |          |        |        |        |      |
| 2.°  | Cuyo          |          |          |          |        |        |        |      |
| 3.°  | Mar del Plata |          |          |          |        |        |        |      |
| 4.°  | Uruguay       |          |          |          |        |        |        |      |
| 5.°  | Jujuy         |          |          |          |        |        |        |      |
| 6.°  | Centro        |          |          |          |        |        |        |      |

|  | Clasifica a cuartos de final Zona Campeonato |
|  | Clasifica a octavos de final Zona Campeonato |
|  | Clasifica a Zona Estímulo                    |

### Zona C
| Pos. | Equipos         | Partidos | Partidos | Partidos | Tantos | Tantos | Tantos | Pts. |
| Pos. | Equipos         | G        | E        | P        | PF     | PC     | DP     | Pts. |
| ---- | --------------- | -------- | -------- | -------- | ------ | ------ | ------ | ---- |
| 1.°  | Rosario         |          |          |          |        |        |        |      |
| 2.°  | Sgo. del Estero |          |          |          |        |        |        |      |
| 3.°  | Entre Ríos      |          |          |          |        |        |        |      |
| 4.°  | Córdoba         | 3        | 0        | 2        | 107    | 86     | +21    | 6    |
| 5.°  | Paraguay        |          |          |          |        |        |        |      |
| 6.°  | La Rioja        |          |          |          |        |        |        |      |

|  | Clasifica a cuartos de final Zona Campeonato |
|  | Clasifica a octavos de final Zona Campeonato |
|  | Clasifica a Zona Estímulo                    |

| 29 de noviembre | Córdoba | 17 - 24 | Sgo. del Estero | CA Estudiantes, Paraná |  |
|                 |         | Reporte |                 |                        |  |

| 29 de noviembre | Córdoba | 12 - 24 | Rosario | CA Estudiantes, Paraná |  |
|                 |         | Reporte |         |                        |  |

| 29 de noviembre | Córdoba | 21 - 19 | Entre Ríos | CA Estudiantes, Paraná |  |
|                 |         | Reporte |            |                        |  |

| 30 de noviembre | Córdoba | 31 - 12 | Paraguay | CA Estudiantes, Paraná |  |
|                 |         | Reporte |          |                        |  |

| 30 de noviembre | Córdoba | 26 - 7  | La Rioja | CA Estudiantes, Paraná |  |
|                 |         | Reporte |          |                        |  |

### Zona D
| Pos. | Equipos    | Partidos | Partidos | Partidos | Tantos | Tantos | Tantos | Pts. |
| Pos. | Equipos    | G        | E        | P        | PF     | PC     | DP     | Pts. |
| ---- | ---------- | -------- | -------- | -------- | ------ | ------ | ------ | ---- |
| 1.°  | Salta      |          |          |          |        |        |        |      |
| 2.°  | Tucumán    |          |          |          |        |        |        |      |
| 3.°  | Noreste    |          |          |          |        |        |        |      |
| 4.°  | Alto Valle |          |          |          |        |        |        |      |
| 5.°  | Misiones   |          |          |          |        |        |        |      |
| 6.°  | Formosa    |          |          |          |        |        |        |      |

|  | Clasifica a cuartos de final Zona Campeonato |
|  | Clasifica a octavos de final Zona Campeonato |
|  | Clasifica a Zona Estímulo                    |

## Fase final

### Zona Campeonato
Octavos de final
| 30 de noviembre | Tucumán | 7 - 43  | Mar del Plata | CA Estudiantes, Paraná |  |
|                 |         | Reporte |               |                        |  |

| 30 de noviembre | Sur | 24 - 28 | Entre Ríos | CA Estudiantes, Paraná |  |
|                 |     | Reporte |            |                        |  |

| 30 de noviembre | Santiago del Estero | 19 - 14 | Santa Fe | CA Estudiantes, Paraná |  |
|                 |                     | Reporte |          |                        |  |

| 30 de noviembre | Cuyo | 17 - 14 | Noreste | CA Estudiantes, Paraná |  |
|                 |      | Reporte |         |                        |  |

|  | Cuartos de final | Cuartos de final | Cuartos de final |              |              | Semifinales | Semifinales  | Semifinales  |    |  | Final | Final | Final |  |
|  |                  |                  |                  |              |              |             |              |              |    |  |       |       |       |  |
|  |                  |                  |                  |              |              |             |              |              |    |  |       |       |       |  |
|  | A                | Buenos Aires     | 24               |              |              |             |              |              |    |  |       |       |       |  |
|  | A                | Buenos Aires     | 24               |              |              |             |              |              |    |  |       |       |       |  |
|  |                  | Mar del Plata    | 12               |              |              |             |              |              |    |  |       |       |       |  |
|  |                  | Mar del Plata    | 12               | Buenos Aires | Buenos Aires | 26          |              |              |    |  |       |       |       |  |
|  |                  |                  |                  | Buenos Aires | Buenos Aires | 26          |              |              |    |  |       |       |       |  |
|  |                  |                  | Salta            | Salta        | 0            |             |              |              |    |  |       |       |       |  |
|  | D                | Salta (t.e.)     | Salta            | Salta        | 0            | 26          |              |              |    |  |       |       |       |  |
|  | D                | Salta (t.e.)     |                  |              |              |             |              |              |    |  |       |       |       |  |
|  |                  | Entre Ríos       | 21               |              |              |             |              |              |    |  |       |       |       |  |
|  |                  |                  |                  |              |              |             | Buenos Aires | Buenos Aires | 19 |  |       |       |       |  |
|  |                  |                  |                  |              |              |             |              |              | 19 |  |       |       |       |  |
|  |                  |                  | Rosario          | Rosario      | 28           |             |              |              |    |  |       |       |       |  |
|  | B                | San Juan         | Rosario          | Rosario      | 28           | 12          |              |              |    |  |       |       |       |  |
|  | B                | San Juan         |                  |              |              |             |              |              |    |  |       |       |       |  |
|  |                  | Sgo. del Estero  | 10               |              |              |             |              |              |    |  |       |       |       |  |
|  |                  | Sgo. del Estero  | 10               | San Juan     | San Juan     | 7           |              |              |    |  |       |       |       |  |
|  |                  |                  |                  | San Juan     | San Juan     | 7           |              |              |    |  |       |       |       |  |
|  |                  |                  | Rosario          | Rosario      | 26           |             |              |              |    |  |       |       |       |  |
|  | C                | Rosario          | Rosario          | Rosario      | 26           | 21          |              |              |    |  |       |       |       |  |
|  | C                | Rosario          |                  |              |              |             |              |              |    |  |       |       |       |  |
|  |                  | Cuyo             | 17               |              |              |             |              |              |    |  |       |       |       |  |
|  |                  |                  |                  |              |              |             |              |              |    |  |       |       |       |  |
|  |                  |                  |                  |              |              |             |              |              |    |  |       |       |       |  |

| Bandera de la Ciudad de Rosario |
| Rosario Campeón                 |
| Segundo título                  |

### Zona Estímulo
Final
| 30 de noviembre | Entre Ríos B | 26 - 12 | Córdoba | CA Estudiantes, Paraná |  |
|                 |              | Reporte |         |                        |  |

| Bandera de la Provincia de Entre Ríos |
| Entre Ríos B Campeón Zona Estímulo    |